# Festività neopagane

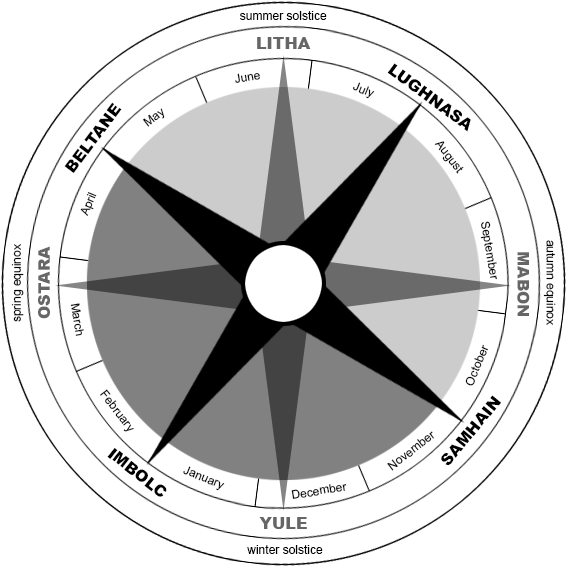
Posizioni delle festività neopagane sulla ruota dell'anno

Le festività neopagane sono varie e differenti nelle sue diverse tradizioni; comunque la massima parte dei neopagani celebrano la Ruota dell'Anno di otto festività di cui le quattro maggiori, Yule, Ostara, Litha e Mabon  corrispondono ai solstizi ed equinozi e le quattro minori, Samhain, Imbolc, Beltane e Lughnasadh, chiamato anche Lammas, invece corrispondono ai punti mediani tra di essi; 
Nella Wicca oltre alla ruota dell'anno si celebrano anche gli Esbat cioè i giorni di luna piena In generale le festività vengono celebrate, da soli o in gruppo, onorando la divinità che si sente propria, con un pasto in comune se si è in gruppo ed effettuando un rituale; in alcuni gruppi si effettuano anche rappresentazioni sacre.

## Nell'Ásatrú
Le festività Asatru, chiamate blót, sono celebrate stagionalmente; nella parte fredda dell'anno, uno avviene in autunno a metà ottobre; il Grande Blót d'Inverno in corrispondenza dello Yule di fine dicembre, dedicata alla dea Freyja; vi sono poi due blót estivi, uno in corrispondenza di Ostara, cioè all'equinozio di primavera, e l'altro a metà aprile, dedicate a Odino.

## Religione Romana Moderna
I gentili di derivazione Romana, seguono le stesse feste riportate nei fasti Romani. Il più grande esempio di una festa della tradizione Romana è il Natale di Roma